# Sąd Sześciu Miast
Sąd Sześciu Miast (łac. Iudicium commissariorum sex civitatum) – w latach 1356–1725 sąd najwyższej – trzeciej – instancji w strukturze sądownictwa miast polskich lokowanych na prawie magdeburskim, powołany przez króla Kazimierza Wielkiego edyktem z dnia 5 października 1356 roku.
Do jego właściwości należało rozpatrywanie odwołań od orzeczeń Sądu Wyższego Prawa Niemieckiego w sprawach wójtów i sołtysów wsi królewskich oraz wydawanie ortyli i pouczeń w kwestiach wątpliwych lub szczególnie skomplikowanych pod względem prawnym, przedstawianych przez sądy niższej instancji. W tym też zakresie zastąpił praktykę zasięgania opinii prawnej sądu miasta, z którego prawo skopiowano, często więc z Magdeburga. Sprawę odwoławczą formalnie kierowano do króla, który ostateczne rozpoznanie delegował do Sądu Sześciu Miast. Od jego wyroku już nie przysługiwało odwołanie, a co więcej rozstrzygnięcia rozgłaszano i obowiązywały w całej Polsce jako edykty królewskie. Tą drogą sprawy o podpalenia i zaniedbania w kwestii przeciwpożarowej rozstrzygane były prawem polskim. Na podobnej zasadzie wyłączono spod jurysdykcji miejskiej karanie szlachty za napady i zabójstwa dokonane na terenie miasta.
W skład sądu wchodzili komisarz królewski, radca oraz po dwóch przedstawicieli (komisarzy, konsulów) małopolskich miast uprzywilejowanych: Krakowa, Kazimierza, Bochni, Wieliczki, Sącza i Olkusza. W średniowieczu uzasadniano to tak: ... dlatego tych miast gdyż Bóg obdarzył je szczególnymi dobrami naturalnymi lub duchowymi. Wieliczka i Bochnia mają sól, Olkusz ma srebro i ołów, Kraków prócz tego że stołeczny ma świętych przyjaciół - patronów śś Stanisława, Jacka, Jana Kantego i wielu innych oraz nauk mistrzynię Akademię Krakowską, Kazimierz – miejsce męczeństwa św. Stanisława i grobów jego i św. Izajasza. Sącz cieszy się pochówkiem Bolesława Wstydliwego oraz relikwią błogosławionej Kunegundy, jego małżonki która sól Bochni podarowała.